# Zineb El Rhazoui
Zineb El Rhazoui (pronunciación  en árabe marroquí: [zinæb əl ɣæzwi]) ; Casablanca, 19 de enero de 1982) es una periodista, escritor, y activista franco-marroquí especialista en religiones.

## Biografía
Nació en Casablanca en 1982 en el seno de una familia de clase media marroquí. Su padre es un «musulmán de izquierdas» mecánico de la Royal Air Maroc y su madre, ama de casa, es una «mestiza de ojos azules» fruto de la unión «escandalosa» de una francesa con un oranés, representante del FLN en Francia de la diáspora obrera argelina. Estudió primero en Casablanca y posteriormente se trasladó a París donde estudió en La Sorbonne sociología de las religiones siendo también titular de un Master en sociología de las religiones por la Escuela de Estudios Superiores en Ciencias Sociales de París.  
Inició su vida profesional colaborando con el periódico progresista marroquí Le Jounal hebdomadaire que dejó de publicarse en 2010. Durante la guerra de Gaza de 2008-2009, trabajó como corresponsal de guerra. Realizó diversas encuestas sobre las libertades individuales y los derechos humanos en Marruecos, lo que le valió ser detenida en varias ocasiones. Con Ibtissam Lachgar, fundó el Movimiento Alternativo por las Libertades Individuales (MALI), que organizó en 2009 los "Des-ayunos" durante el Ramadán (en defensa del derecho a no ayunar durante el Ramadán, actualmente tipificado como delito para los musulmanes por el Código penal marroquí), y en 2011 participó en el llamado Movimiento del 20 de febrero por las reformas políticas en Marruecos y contra la reforma constitucional. Fue detenida por la policía marroquí bajo la acusación de «prostitución» y ante el aumento de la confrontación con las fuerzas de seguridad fue apoyada por una ONG noruega para salir del país y refugiarse en Liubliana, Eslovenia con el programa International cities of refuge network (IPCORN). Un año después se traslada a París donde estudia sociología de las religiones, empieza a colaborar con la revista satírica francesa Charlie Hebdo. En 2011 fue también portavoz del movimiento "Ni putas ni sumisas".
Asimismo, es profesora ayudante en la Universidad francesa de Egipto, donde enseña Metodología de la escritura y la investigación y colabora en el blog VoxMaroc del diario francés Le Monde. 
El día el atentado contra Charlie Hebdo , el 7 de enero de 2015, Zineb estaba de vacaciones en Marruecos. Participó en la llamada edición de los supervivientes, el número 1178 de Charlie Hebdo de la semana siguiente a los ataques.
Algunos meses después del atentado criticó la gestión económica de Carlie Hebdo y acabó marchándose del periódico en 2017. Se refugio en la televisión, trabajando en CNews. En noviembre de 2019 genera una nueva polémica en el plató cuando al preguntarle sobre los hechos de Mantes-la-Jolie, propuso que la policía pudiera disparar "munición real" en el caso de "emboscada organizada alrededor de una pequeña patrulla policial ”, lo que suscitó la indignación de ciertos cronistas del programa y una llamada al orden a Zineb El Rhazoui por parte del presentador (Pascal Praud). La Liga de Derechos Humanos informó de las declaraciones al fiscal y al Consejo Superior Audiovisual. Ante la polémica confirma sus declaraciones precisando que "recordó un principio legal llamado legítima defensa". Poco después, su abogado anunció que había interpuesto una denuncia en su nombre "tras el nuevo estallido de odio, insultos y amenazas de muerte recibidos en los últimos días", en particular contra el rapero Booba.
El 7 de noviembre de 2019 recibió el premio Simone-Veil des Trophées Elles de France.
La periodista vive bajo protección policial permanente por sus críticas a la utilización política del islam que le ha costado varias amenazas de muerte. El Rhazoui considera que la extrema derecha europea y el islamismo se retroalimentan y usan las mismas herramientas dialécticas.
En 2023, Valerie Pecresse, presidenta de la región de Le Île de France (norte de Francia), anunció la retirada del premio Simone Weil a la escritora por su postura de condena de los crímenes de la ocupación israelí en la Franja de Gaza. Este anuncio llegó después de que el nieto de Simone Weil, Aurélien Veil, acusara públicamente a El Rhazoui de «trivializar el Holocausto».
La escritora respondió con un comunicado en el que reiteraba sus críticas a Israel y hacía hincapié en su condena «a todas las formas de extremismo tanto el musulmán como el judío, así como otras formas de extremismo».

## Publicaciones
- Nouvelles du Maroc, con Mohamed Leftah, Abdellah Taïa, Karim Boukhari, Fadwa Islah y Abdelaziz Errachidi, Ed. Magellan, en colaboración con Le Monde diplomatique, 2011.
- Guion de La vie de Mahomet, con dibujos de Charb, Ed. Les Échappés, 2013.

## Filmografía
- Rien n'est pardonné. Documental de 60' realizado por Vincent Coen y Guillaume Vanderghe filmado durante cinco años. Cuenta la historia de Zineb El Rhazoui. Producido por Savage Film, Eklektik Productions, RTBF - Radio Télévision Belge Francophone. El documental ha recibido diversos premios en Bélgica y Francia.[12]